# Koós Kovács István
Koós Kovács István (Zilah, 1910. augusztus 17. – Kolozsvár, 1937. szeptember 12.) író, költő, újságíró, szerkesztő.

## Életútja
Középiskolát szülővárosában és Nagykállóban végzett, a kolozsvári egyetem magyar szakos hallgatója volt. A kolozsvári Friss Újság, majd a Keleti Újság és Magyar Újság munkatársa, a Hitel 1935-ös első évfolyamát felelős szerkesztőként és kiadóként jegyezte.
Első verseivel még diák korában az Ifjú Erdély és a Szilágyság hasábjain jelentkezett, első novelláját (Ficsúr) 1927-ben a nagykállói hetilap közölte. Parasztművész című kisregényét a Keleti Újság jelentette meg. Versei jelentek meg az Erdélyi Helikonban, ugyanitt elbeszélései is, köztük az Isten szegény költője, ezeknek hősei lelki konfliktusokkal küzdő, a tragikum felé sodródó kisemberek. Ugyanez a világa a Keleti Újságban Négyszemközt rovatcím alatt megjelent publicisztikájának is. Korai halála választékos stílusművész pályáját törte ketté. Az Erdélyi Helikon költői című antológia (1973) négy versét közölte újra (A föld hibás, Aranyom, nem én; Bozótban; Beszéd egy tengerikagylóhoz; Szerelem).

## Társasági tagság
- A kolozsvári Ady Endre Társaság tagja